# Xirókie Nivi
Xirókie Nivi (en rus: Широкие Нивы) és un poble (un possiólok) de l'óblast de Rostov, a Rússia, que en el cens del 2010 tenia 363 habitants, pertany al districte de Salsk.